# Elaphoglossum andersonii
Elaphoglossum andersonii är en träjonväxtart som beskrevs av John T. Mickel. Elaphoglossum andersonii ingår i släktet Elaphoglossum och familjen Dryopteridaceae. Inga underarter finns listade.